# Pseudomicrocara atkinsoni
Pseudomicrocara atkinsoni is een keversoort uit de familie moerasweekschilden (Scirtidae). De wetenschappelijke naam van de soort werd in 1877 als Helodes atkinsoni gepubliceerd door Charles Owen Waterhouse.